# ماهابالی
ماهابالی (IAST: Mahabali) که با نام‌های بالی، ایندراسنان یا ماولی نیز شناخته می‌شود، یک پادشاه دایتیا است که در آیین هندویی برجسته شده‌است. او نوه پراهلادا و از نوادگان حکیم کاشیاپا است. روایت‌های زیادی از افسانه او در متون باستانی مانند شاتاپاتا براهمانا، رامایانا، مهاباراتا و چندین پوراناها وجود دارد. بر اساس ادبیات هندو، او به عنوان یکی از چیرانجیوی، گروهی متشکل از هفت شخصیت جاودانه در آواتار وامانا ویشنو برکت یافت و در سوتالوکا سلطنت کرد.
اعتقاد بر این است که ماهابالی در یوگای بعدی، پادشاه سوارگا (بهشت) خواهد شد. در کرالا، ماهابالی نجیب‌ترین و مرفه‌ترین فرمانروایی است که پادشاهی خود را به مکانی بهشتی تبدیل کرد. افسانه او بخش عمده ای از جشنواره سالانه اونام در ایالت کرالا است و در ماهاراشترا، کارناتاکا، گجرات، تلانگانا، آندرا پرادش به عنوان بالیپراتی پادا، بالی پادیامی، یا بالی پادوای (روز سوم دیپاوالی و اولین روز از دیپوالی ماه کارتیکا) جشن گرفته می‌شود.